# 겔리볼루반도

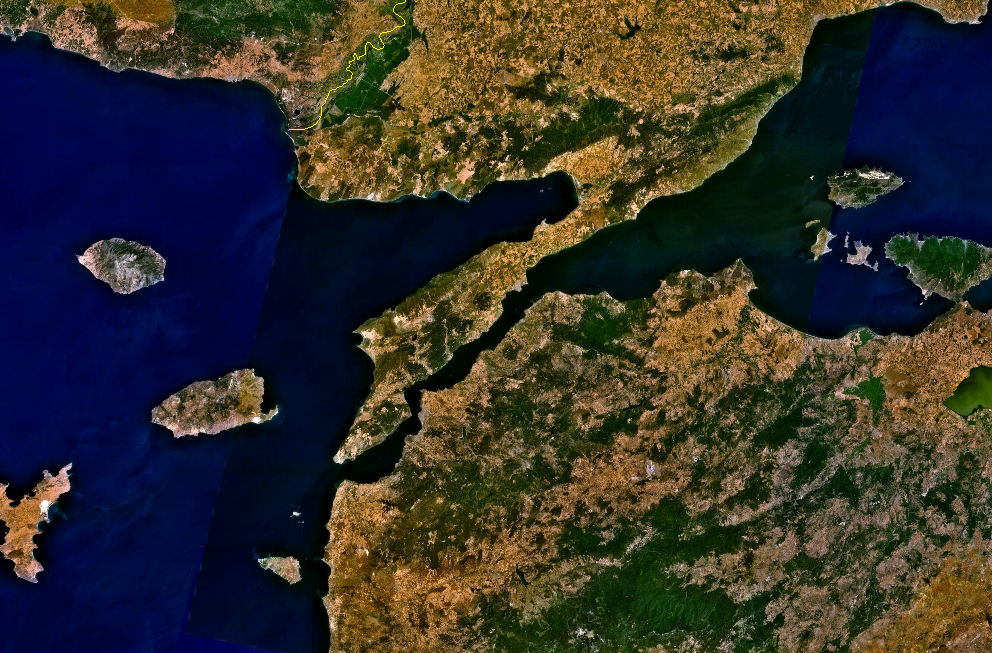
겔리볼루반도 위성사진

겔리볼루반도(튀르키예어: Gelibolu Yarımadası) 또는 갈리폴리반도는 튀르키예의 유럽 지역과 동트라키아에 위치한 반도로, 서쪽으로는 에게해, 동쪽으로는 다르다넬스 해협과 접한다. 갈리폴리는 그리스어로 "아름다운 도시"를 뜻하는 단어인 "칼리폴리스"(그리스어: Καλλίπολις, Kallipolis)에서 유래된 이름이다.

## 같이 보기
- 갈리폴리 전투